# Зыковка (Пермский край)
Зыковка — деревня в Кунгурском районе Пермского края, входящая в состав Филипповского сельского поселения.

## География
Деревня находится в южной части Кунгурского района у левого берега Сылвы, располагаясь от восточной границы Кунгура на юго-восток.

## Климат
Климат умеренно континентальный с продолжительной снежной зимой и коротким, умеренно-тёплым летом. Средняя температура июля составляет +17,8 °C, января −15,6 °C. Среднегодовая температура воздуха составляет +1,3 °C. Средняя продолжительность периода с отрицательными температурами составляет 168 дней и продолжительность безморозного периода 113 дней. Среднее годовое количество осадков составляет 539 мм.

## История
Известна с 1879 года как починок Зыков, основана выходцами из деревни Беркутово.

## Население
Постоянное население составляло 36 человек в 2002 году (100 % русские), 46 человек в 2010 году.